# Unser Lied für Stockholm
"Unser Lied für Stockholm" (en español, "Nuestra Canción para Estocolmo) fue el proceso de preselección para la elección del representante alemán en el Festival de la Canción de Eurovisión 2016. Fue organizado por la emisora alemana ARD con la colaboración de la NDR el día 25 de febrero de 2016 en Mülheim, Colonia presentado por Barbara Schöneberger.
La cantante Jamie-Lee Kriewitz resultó como ganadora con "Ghost"  entre los 10 artistas participantes.

## Unser Song für Xavier
El día 19 de noviembre de 2015 la NDR anunció como nuevo representante alemán elegido internamente a Xavier Naidoo para el festival del siguiente año a realizarse en Estocolmo y luego de la recepción de varias canciones el 15 de diciembre de 2015 donde un jurado seleccionó 6 entradas para "Nuestra canción para Xavier" un programa donde el público alemán junto a 3 expertos en música escogerían el nuevo tema representante de Alemania en Eurovisión.
Pero unos días luego ante la sorpresa de la gente, el programa previsto para el 18 de febrero de 2016 fue cancelado pues hubo mucha inconformidad con la elección de Naidoo como candidato por este país debido a su forma de pensar, y sus comentarios antisemitas y homofóbicos. Y tan solo 2 días luego el NDR y ARD representados en Thomas Schreiber expresaron que Xavier Naidoo finalmente no iriá a Eurovisión 2016.
El 25 de noviembre en una rueda de prensa los directivos tanto de ARD y NDR afirmaron que la elección de Naidoo fue un "error" y que se realizaría una nueva final nacional.

## Formato de selección
Al igual que los seis años anteriores, la final nacional fue coproducida por la productora Brainpool, que también estuvo a cargo del Festival de la Canción de Eurovisión 2011 celebrada en Düsseldorf-Alemania y el Festival de la Canción de Eurovisión 2012 en Bakú-Azerbaiyán. Diez artistas participaron con una canción cada uno escogidas por un selecto panel de jurados entre 150 recibidas por las diferentes estaciones de radio y discográficas. Para el 12 de enero se anunciaron los 10 actos participantes.

### Final Nacional
La selección del nuevo representante alemán para el Festival de Eurovisión tuvo lugar el 25 de febrero de 2016 compuesta por 10 artistas. En la primera ronda, participaron todos donde los tres más votados avanzarían a la ya acostumbrada final o ronda definitiva. La decisión fue total del público. Luego de esta ese mismo día los 3 clasificados a la ronda final se debatieron el cupo a Estocolmo 2016 y fueron los siguientes:
| Artista            | Canción                                                              | Compositor(es)                                                 | Imágenes |
| ------------------ | -------------------------------------------------------------------- | -------------------------------------------------------------- | -------- |
| Alex Diehl         | "Nur ein Lied" (Una canción)                                         | Alex Diehl                                                     |          |
| Avantasia          | "Mystery of a Blood Red Rose" (Misterio de una sangrienta rosa roja) | Tobias Sammet                                                  |          |
| Ella Endlich       | "Adrenalin" (Adrenalina)                                             | Erik Macholl, Andreas John, Bahar Henschel                     |          |
| Gregorian          | "Masters of Chant" (Maestros del canto)                              | Frank Peterson, Amelia Brightman, Toni Pintos, Basti Inselmann |          |
| Jamie-Lee Kriewitz | "Ghost" (Fantasma)                                                   | Thomas Burchia, Anna Leyne, Conrad Hensel                      |          |
| Joco               | "Full Moon" (Luna llena)                                             | Cosima Carl, Josepha Carl, Anya Weihe                          |          |
| Keøma              | "Protected" (Protegido)                                              | Chris Klopfer, Kat Frankie                                     |          |
| Laura Pinski       | "Under the Sun We Are One" (Bajo el sol somos uno)                   | Ralph Siegel, John O´Flynn                                     |          |
| Luxuslärm          | "Solange Liebe in mir wohnt" (Mientras el sol permanece en mí)       | Philippe Heithier, Götz von Sydow                              |          |
| Woods of Birnam    | "Lift Me Up (From the Underground)" (Levantame (desde bajo tierra)   | Christian Friedel, Philipp Makolies, Duncan Townsend           |          |

### Ronda 1
| 1             | Ella Endlich       | "Adrenalin"                         | 41,172 (5.34%)   | 7  |
| 2             | Joco               | "Full Moon"                         | 22,645 (2.93%)   | 9  |
| 3             | Gregorian          | "Masters of Chant"                  | 69,784 (9.06%)   | 5  |
| 4             | Woods of Birnam    | "Lift Me Up (From the Underground)" | 12,332 (1.63%)   | 10 |
| 5             | Luxuslärm          | "Solange Liebe in mir wohnt"        | 42,576 (5.52%)   | 6  |
| 6             | Keøma              | "Protected"                         | 25,609 (3.32%)   | 8  |
| 7             | Avantasia          | "Mystery of a Blood Red Rose"       | 124,825 (16.19%) | 2  |
| 8             | Alex Diehl         | "Nur ein Lied"                      | 124,268 (16.12%) | 3  |
| 9             | Jamie-Lee Kriewitz | "Ghost"                             | 221,846 (28.78%) | 1  |
| 10            | Laura Pinski       | "Under the Sun We Are One"          | 84,642 (11.11%)  | 4  |
| Votos totales | Votos totales      | Votos totales                       | 770,809          |    |

### Final
| 1           | Avantasia          | "Mystery of a Blood Red Rose" | 241,573 (21.6%) | 3 |
| 2           | Alex Diehl         | "Nur ein Lied"                | 380,293 (33.9%) | 2 |
| 3           | Jamie-Lee Kriewitz | "Ghost"                       | 498,293 (44.5%) | 1 |
| Total votes | Total votes        | Total votes                   | 1,120,159       |   |

Finalmente Jamie-Lee Kriewitz ganó el derecho de representar Alemania para Eurovisión 2016 gracias a esta victoria en el Unser Lied für Stockholm luego de la expulsión de Xavier Naidoo como representante original del país.

### En Eurovisión
Al ser miembro del Big Five, tuvo la clasificación directa a la gran final del 14 de mayo de 2016 además de pasar por las semifinales únicamente para presentar la canción a la par de los demás países. Alemania votó en la segunda semifinal del 12 de mayo de 2016. Al final por segundo año consecutivo el país terminaría último del festival con 11 puntos por detrás de República Checa.